# Ramphocoris
Ramphocoris is een monotypisch geslacht van zangvogels uit de familie Alaudidae (leeuweriken).

## Soorten
De enige soort in dit geslacht:
- Ramphocoris clotbey – Diksnavelleeuwerik